# Harry Hibbs
Henry „Harry“ Edward Hibbs (* 27. Mai 1906 in Wilnecote, Tamworth; † 23. April 1984 in Welwyn Garden City) war ein englischer Fußballtorwart und absolvierte zwischen 1929 und 1936 25 Länderspiele für die englische Nationalmannschaft.
Hibbs erlernte das Fußballspielen bei den heimischen Vereinen Wilnecote Holy Trinity und Tamworth Castle, bevor er dann im April des Jahres 1924 beim FC Birmingham als Amateur und nur einen Monat später als Profi angeheuert wurde.
Er spielte in den folgenden Jahren 389 Partien in der First Division für Birmingham und wurde im Alter von 23 Jahren Nationalspieler seines Landes. Er debütierte beim 6:0-Sieg gegen Wales an der Stamford Bridge und war bis 1936 Englands Stammtorhüter. Er nahm darüber hinaus an einer Auslandsreise nach Südafrika teil und spielte in einer Auswahl der Football League drei Partien. Hibbs wurde 1940 mit einem Benefizspiel gegen Aston Villa, dem ersten während des Zweiten Weltkrieges, offiziell verabschiedet.
Im August 1944 wurde Hibbs Trainer des FC Walsall und blieb dort bis zur Ablösung durch Tony McPhee im Juni des Jahres 1951 im Amt. Während dieser Zeit verfügte der Verein mit Dave Massart und Duggie Lishman über zwei außergewöhnlich gute Angriffsspieler. Walsall verlor im Jahr 1946 in der Third Division South das Finale an der Stamford Bridge um den Aufstieg in die Second Division und ließ 1947 den fünften sowie 1948 den dritten Platz folgen.
Im Februar des Jahres 1953 kehrte Hibbs als aktiver Fußballer zurück und spielte bis zum Mai 1954 beim FC Havillands. Im Anschluss engagierte er sich wieder im Trainerfach und betreute zwischen 1960 und 1961 den Verein Ware Town und ein Jahr später bis 1963 Welwyn Garden City.
Im Jahr 1984 verstarb Hibbs, kurz vor seinem 78. Geburtstag, in Hatfield.

## Sonstiges
- Hibbs' Cousin Harry Pearson war ebenfalls englischer Nationaltorhüter und absolvierte am 9. April 1932 beim 3:0-Sieg gegen Schottland sein einziges Länderspiel. Auch Pearsons Vater, Hubert Pearson, wurde einmalig in die englische Auswahl berufen, konnte aber aufgrund einer Verletzung nicht spielen.